# Cara Preta
Cara Preta /ili Índios Negros, =crni ljudi, / ogranak Indijanaca Avá-Canoeiro iz brazilske države Pará, danas naseljeni na tri rezervata: Terra Indígena Baixo Tapajós I u općinama Aveiro i Tapajós, Cara Preta i Muratuba do Pará (općina Santarém). Svojevremeno su nazivani i imenom Carijó.